# N-2
La  N-2  (anteriorment  N-II ), coneguda popularment com a Carretera de Madrid a França per Barcelona és una carretera radial que uneix Madrid i el pas fronterer dels Límits (municipi de la Jonquera) passant per localitats com Alcalá de Henares, Guadalajara, Saragossa, Lleida, Barcelona i Girona.
La seva nomenclatura europea és 
 E-90  de Madrid a Barcelona i 
 E-15  de Barcelona a França.
En l'actualitat gran part del traçat s'ha transformat en autovia passant a denominar-se 
 E90  
 A-2 . Encara queden trams sense duplicació de calçada amb la denominació de 
 N-2 , com a ruta alternativa i gratuïta a la 
 AP-2  (entre Saragossa i Fraga) i a la 
 AP-7  (entre Barcelona i la Jonquera). Ara només existeixen 266 km. (Veure 
 N-2A , 
 N-2D  i 
 N-2E )

## Antecedents
Al 1701, Felip V es va desplaçar de Madrid a Barcelona per a contreure matrimoni amb Maria Lluïsa de Savoia passant per Guadalajara, Algora, Daroca, Carinyena, Saragossa, Pina de Ebro, Lleida, Tàrrega, Igualada i Martorell.

## Trams traspassats a altres administracions
- Accés a Castellnou de Seana (Pk. 492-493). Aquest tram ha estat traspassat a la Generalitat de Catalunya, és competència del Servei Territorial de Carreteres de Lleida. Ha estat canviat de nom com N-2A.

- Accés Cervera (Pk. 520-522). Aquest tram ha estat traspassat a la Generalitat de Catalunya, és competència del Servei Territorial de Carreteres de Lleida. Ha estat canviat de nom com N-2A.

- Tram Castellolí-Els Hostalets de Pierola Aquest tram ha estat traspassat a la Generalitat de Catalunya, és competència del Servei Territorial de Carreteres de Lleida. Ha estat canviat de nom com N-2A.

- Tram Barcelona-Montgat (Pk. 622-630). Aquest tram ha estat traspassat a la Generalitat de Catalunya, és competència del Servei Territorial de Carreteres de Barcelona.